# IC 66
IC 66 — галактика типу Sa (спіральна галактика) у сузір'ї Риби.
Цей об'єкт міститься в оригінальній редакції індексного каталогу.